# Sigrid Hartong
Sigrid Hartong (* 1985) ist eine deutsche Soziologin.

## Leben
Von 2004 bis 2008 studierte sie Soziologie (Diplom) an den Universitäten Hamburg und Bamberg (Schwerpunkt: Soziales Management). Nach der Promotion (2008–2011) im Fach Soziologie im Rahmen des DFG-Graduiertenkollegs „Märkte und Sozialräume in Europa“ an der Universität Bamberg und der Habilitation 2017 (venia legendi für das Fach Erziehungswissenschaft) an der Helmut-Schmidt-Universität Hamburg ist sie dort seit August 2020 W3-Professorin für Soziologie, insb. Transformation von Governance in Bildung und Gesellschaft.
Ihre Forschungsschwerpunkte sind Governance, insbesondere Datafizierung und Digitalisierung von Bildung und Gesellschaft, Wandel von Bildungssystemen im internationalen und historischen Vergleich, Föderalismusforschung und qualitative Sozialforschung.

## Schriften (Auswahl)
- Macht, Glaube, Tradition. Der Wandel des Gymnasiums von 1800 bis PISA. Hamburg 2009, ISBN 978-3-8300-4355-3.
- Basiskompetenzen statt Bildung? Wie PISA die deutschen Schulen verändert hat. Frankfurt am Main 2012, ISBN 3-593-39644-0.
- Standardbasierte Bildungsreformen in den USA. Vergessene Ursprünge und aktuelle Transformationen. Basel 2018, ISBN 3-7799-3754-9.
- mit Björn Hermstein und Thomas Höhne (Hrsg.): Ökonomisierung von Schule? Bildungsreformen in nationaler und internationaler Perspektive. Basel 2018, ISBN 3-7799-3493-0.
- mit  André Renz (Hrsg.): Digitale Lerntechnologien. Von der Mystifizierung zur reflektierten Gestaltung von EdTech. Bielefeld 2024, ISBN 978-3-8376-6893-3.